# De bibberende Bosch
De bibberende Bosch is een stripverhaal uit de reeks van Suske en Wiske, geschreven door Peter Van Gucht en getekend door Luc Morjaeu. Het verhaal werd uitgebracht op 9 februari 2016 ter gelegenheid van het Jeroen Bosch-jaar waarbij de schilder Jheronimus Bosch herdacht werd die 500 jaar eerder overleed.

## Personages
In dit verhaal spelen de volgende personages mee:
- Suske, Wiske en Schanulleke, Tante Sidonia, Lambik, Jerom, professor Barabas, Al-Kimiah, Jeroen Bosch

## Locaties
Dit verhaal speelt zich af op de volgende locaties:
- ’s-Hertogenbosch rond 1485, Memoria

## Verhaal
Wiske laat per ongeluk Schanulleke in het kanaal vallen en wordt daarna ernstig ziek van verdriet. Volgens professor Barabas is de enige oplossing om haar te genezen naar Memoria te reizen, een plaats waar alle herinneringen van de mensen bewaard worden. Daar zouden ze dan de herinnering van Wiske aan Schanulleke vernietigen zodat ook haar verdriet zou stoppen. Om deze reis tot een goed einde te brengen hebben ze de hulp van de alchemist Al-Kimiah nodig die ze proberen op te sporen via een van zijn bekendste klanten, Jheronimus Bosch. Daarvoor reizen ze terug de tijd in naar ’s-Hertogenbosch rond 1485.

## Trivia
- Het album werd oorspronkelijk De bangelijke Bosch genoemd maar gewijzigd omdat het Belgisch-Nederlands begrip bangelijk niet erg bekend is in Nederland.
- Behalve de gewone uitgave verscheen ook een speciale beperkte uitgave van 5000 stuks met acht extra pagina’s gewijd aan Jheronimus Bosch, 's-Hertogenbosch en het Jheronimus Bosch 500-jaar. Deze uitgave kwam tot stand met steun van het Noordbrabants Museum.[2]